# جون هايمان (صحفي)
جون هايمان (بالإنجليزية: Jon Heyman)‏ هو صحفي أمريكي، ولد في 7 فبراير 1961 في سانتا فيه في الولايات المتحدة.